# Aspergillus stramenius
Aspergillus stramenius är en svampart som beskrevs av R.O. Novak & Raper 1965. Aspergillus stramenius ingår i släktet Aspergillus och familjen Trichocomaceae.   Inga underarter finns listade i Catalogue of Life.